# Attentat 1942
Attentat 1942 là một game phiêu lưu trỏ và nhấp của Cộng hòa Séc, đưa người chơi hóa thân vào vai cháu của Jindřich Jelínek. Jelínek đã bị Gestapo bắt giữ ngay sau vụ ám sát Reinhard Heydrich, kẻ thống trị vùng đất Séc bị Đức Quốc Xã chiếm đóng và kiến trúc sư hàng đầu của Holocaust (Thảm họa diệt chủng người Do Thái). Mục tiêu của trò chơi là thiết lập vai trò của ông trong vụ tấn công, cũng như lý do bắt giữ ông ấy. Trong suốt quá trình điều tra, người chơi phỏng vấn các nhân chứng, khám phá tiền truyện của gia đình và tìm hiểu thêm về cuộc sống ở Xứ bảo hộ Bohemia và Moravia.

## Phát triển
Game được phát triển bởi Đại học Karl ở Praha và Viện hàn lâm Khoa học Cộng hòa Séc. Đây là trò chơi đầu tiên trong dự án Tiệp Khắc 38-89, bao gồm các sự kiện khác nhau từ lịch sử đương đại. Attentat 1942 là phiên bản nâng cao đáng kể của tựa game "Československo 38-89: Atentát", được phát hành bằng tiếng Séc năm 2015, được điều chỉnh và thay đổi dành cho độc giả quốc tế. Doanh thu từ trò chơi sẽ được đầu tư vào nghiên cứu và khoa học liên tục trong lĩnh vực của mình. Nhóm phát triển cốt lõi bao gồm trưởng nhóm thiết kế game, Vít Šisler (đến từ Khoa Nghệ thuật), trưởng nhóm lập trình, Jakub Gemrot (đến từ Khoa Toán học và Vật lý), giám đốc nghệ thuật Richard Alexander, và các sinh viên từ Đại học Charles và các nhà sử học từ Viện Lịch sử Đương đại của Viện hàn lâm Khoa học Cộng hòa Séc. Số tranh minh họa được tạo bởi Peter Novák (Ticho 762), và âm nhạc được sáng tác bởi ban nhạc DVA, cũng tạo ra những bản nhạc nền cho các game Botanicula và Chuchel. Trò chơi được phát hành cho Windows và Mac trên Steam vào ngày 31 tháng 10 năm 2017. Trò chơi có sẵn tiếng Séc, với phụ đề tiếng Anh, tiếng Nga và tiếng Đức.

### Phát hành
Trò chơi được phát hành trên Steam vào tháng 10 năm 2017. Nó đã có mặt trên toàn thế giới, ngoại trừ Đức, nơi nó bị cấm do luật pháp Đức cấm các trò chơi có chứa các biểu tượng của Đức Quốc Xã. Vào tháng 5 năm 2018, Attentat 1942 đã giành giải thưởng "Most Amazing Game" tại liên hoan A MAZE ở Berlin, mặc dù những người tham dự không thể chơi được game. Vào tháng 8 năm 2018, chính sách của USK, cơ quan cung cấp xếp hạng độ tuổi cho các trò chơi điện tử, đã thay đổi để cho phép các trò chơi có biểu tượng của Đức Quốc Xã nhận được xếp hạng độ tuổi, tùy thuộc vào "mức độ phù hợp xã hội" của từng game. Attentat 1942 được phát hành ở Đức là tựa game PC đầu tiên mang tính biểu tượng của Đức Quốc Xã với xếp hạng độ tuổi USK sau khi thay đổi chính sách.

## Đón nhận
Trò chơi giữ số điểm lên tới 75% trên Metacritic dựa trên mười ba đánh giá chung có lợi từ giới phê bình.
Rock, Paper, Shotgun tuyên bố: "[Attentat 1942] quyến rũ từ đầu đến cuối bằng cách nhân hóa lịch sử một cách xuất sắc." Đánh giá của Destructoid cũng rất tích cực: "Attentat 1942 sẽ là một kho báu không chỉ cho một viễn cảnh mới mẻ về một khoảng thời gian được tường thuật rộng rãi mà còn về khối lượng công việc mà bạn có thể thấy các nhà phát triển đưa vào để đảm bảo câu chuyện của họ phù hợp trong giới hạn của lịch sử."

### Giải thưởng
- Czech Game of the Year 2017[10]
- "Most Amazing Game" tại đại hội A MAZE ở Đức[11]
- "Best Learning Game" tại Games for Change ở Mỹ[12]
- "Excellence in Narrative" đề cử tại Independent Games Festival ở Mỹ[13]
- Vị trí thứ hai tại Game Development World Championship ở Phần Lan[14]
- "Educational Game" tại Giải thưởng The Independent Game Developers' Association năm 2018 ở Vương quốc Anh[15]